# یواس‌اس پرستون (۱۸۶۴)
یواس‌اس پرستون (۱۸۶۴) (به انگلیسی: USS Preston (1864)) یک کشتی بود که طول آن 170’ بود.